# قائمة النباتات السامة
النباتات السامة هي نباتات تحوي موادًا قد تسبب أضرارًا للإنسان أو الحيوان.

## من أمثلتها

### من الفصيلةالباذنجانية
- عنب الديب

### من الفصيلةالخيمية
- بسباس سام
- شوكران

### من الفصيلةالصليبية
- خردل الدبس

### من الفصيلةالقلقاسية
- قلقاس

### فصائل أخرى
- الدفلة
- الخروع
- الحنظل أو العلقم (باللاتينية: Citrullus colocyanthus)
- قثاء بري